# 28824 Marlablair
28824 Marlablair è un asteroide della fascia principale. Scoperto nel 2000, presenta un'orbita caratterizzata da un semiasse maggiore pari a 3,0978640 UA e da un'eccentricità di 0,0998514, inclinata di 4,54241° rispetto all'eclittica.